# Малката полярна мечка 2: Тайнственият остров
„Малката полярна мечка 2: Тайнственият остров“ (на немски: Der Kleine Eisbär 2: Die Geheimnisvolle Insel) е немски анимационен филм от 2005 г. и е продължение на „Малката полярна мечка“ (2001).

## В България
В България филмът е излъчен на 16 юни 2016 г. по HBO с български дублаж, записан в „Доли Медия Студио“. Екипът се състои от:
| Преводач            | Светла Василева                                               |
| Озвучаващи артисти  | Ася Рачева Елена Бойчева Мина Костова Иван Велчев Росен Русев |
| Тонрежисьор         | Петър Пейков                                                  |
| Режисьор на дублажа | Йоанна Микова                                                 |